# O (Orianthi Panagaris)
O è il quinto album in studio della chitarrista australiana Orianthi Panagaris, pubblicato il 4 novembre 2020 in Giappone dalla Ward Records e il 6 novembre 2020 nel resto del mondo dalla Frontier Records.

## Tracce
1. Contagious – 3:40
2. Sinners Hymn – 4:06
3. Rescue Me – 3:52
4. Blow – 3:25
5. Sorry – 3:16
6. Crawling Out of the Dark – 3:57
7. Impulsive – 4:18
8. Streams of Consciousness – 3:21
9. Company – 3:47
10. Moonwalker – 3:39

Traccia bonus dell'edizione giapponese
1. Crawling Out of the Dark (piano version) – 4:07